# Laevophiloscia hamiltoni
Laevophiloscia hamiltoni är en kräftdjursart som beskrevs av Albert Vandel1973. Laevophiloscia hamiltoni ingår i släktet Laevophiloscia och familjen Philosciidae. Inga underarter finns listade i Catalogue of Life.